# Andrew Reynolds
Andrew Reynolds (* 6. Juni 1978 in Lakeland, Florida) ist ein professioneller US-amerikanischer Skateboardfahrer.
Reynolds wurde in den frühen 1990er Jahren in der Skateboard-Szene bekannt und gilt heute, nicht zuletzt aufgrund seiner Präsenz im Videospiel Tony Hawk’s Pro Skater, als einer der populärsten Skater der Szene. Der in Florida geborene 188 cm große Hüne stieg 2000 bei Tony Hawks Birdhouse aus und gründete die Firma Baker Skateboards, für die er auch selbst fährt.
Er leidet unter Zwangsstörungen, die er selbst als „The Madness“ bezeichnet.
Derzeit lebt er mit seiner Tochter Stella im kalifornischen Huntington Beach.
Vor kurzem startete Reynolds die Marke Altamont Clothing die in Zusammenarbeit mit Sole Tech entstand. Außerdem fährt Andrew Reynolds noch für die Firma NewBalance.
| Personendaten    | Personendaten                  |
| ---------------- | ------------------------------ |
| NAME             | Reynolds, Andrew               |
| KURZBESCHREIBUNG | US-amerikanischer Skateboarder |
| GEBURTSDATUM     | 6. Juni 1978                   |
| GEBURTSORT       | Lakeland, Florida              |